# Serhij Rebrow
Serhij Stanisławowycz Rebrow, ukr. Сергій Станіславович Ребров (ur. 3 czerwca 1974 w Gorłówce) – ukraiński piłkarz grający na pozycji napastnika, reprezentant Ukrainy, trener piłkarski.

## Życiorys

### Kariera klubowa
Jest wychowankiem Szachtara Makiejewka. W roku 1990 przeszedł do drużyny Szachtara Donieck, by 17 sierpnia 1991 zadebiutować w Wyższej lidze ZSRR w meczu wyjazdowym przeciwko Araratu Erywań, strzelając jedyną bramkę w przegranym 1:2 spotkaniu. W 1992 przeszedł do Dynama Kijów, gdzie grał do lata roku 2000. Następnie za sumę 18 mln dolarów został zakupiony przez angielski Tottenham Hotspur. Tam jednak nie spełniał oczekiwań i w roku 2003 został zawodnikiem Fenerbahçe SK. W Turcji też wiele nie osiągnął i w roku 2004 wrócił do Anglii, do grającego w League Championship West Ham United, ale tam też nie udało mu się powrócić do formy z gry w Dynamie. W roku 2005 powrócił do Dynama Kijów.
Rebrow jest kojarzony właśnie z Dynamem Kijów. To w tym klubie święcił największe sukcesy. Osiągał sukcesy w europejskich pucharach, jakimi niewątpliwie były najpierw ćwierćfinał (1998) oraz półfinał (1999) Ligi Mistrzów.
5 marca 2006 roku w meczu z Ilicziwcem Mariupol zdobył swojego setnego gola w Wyższej Lidze jako zawodnik Dynama Kijów. Ogółem w Wyższej Lidze zagrał 232 spotkania, strzelił 111 goli (rekord ligi). Do 2008 roku był kapitanem ekipy ze stolicy Ukrainy. Na początku 2008 roku przeszedł za milion euro do rosyjskiego Rubinu Kazań. Jesienią 2008 został z Rubinem mistrzem Rosji.

### Kariera reprezentacyjna
27 czerwca 1992 debiutował w reprezentacji Ukrainy w spotkaniu towarzyskim z USA zremisowanym 0:0. Wszedł na boisko w 76 minucie. Łącznie w „Zbirnij” zagrał ponad 70 razy. W eliminacjach do niemieckiego mundialu 2006 rozegrał tylko 22 minuty. Przyczyną tego była bardzo słaba forma strzelecka w West Ham United (zaledwie jeden gol w 26 ligowych spotkaniach). Rebrow odrodził się po powrocie do Dynama (28 meczów, 13 bramek, wybrany najlepszym zawodnikiem ligi) i został powołany przez Ołeha Błochina do kadry jadącej na mundial. Mimo że na mundialu nie odgrywał kluczowej roli w swojej ekipie to jego wkład w wynik osiągnięty przez Ukraińców jest ogromny (piękny gol w meczu z Arabią Saudyjską, celny rzut karny w meczu ze Szwajcarią).

## Kariera trenerska
Po zakończeniu kariery zawodniczej otrzymał latem 2009 propozycję pracy na stanowisku asystenta trenera w młodzieżowej drużynie Dynamo U-21. Latem 2010 został asystentem głównego trenera Dynama-2 Kijów. Latem 2010, oprócz głównej pracy w Dynamie, został zaproszony do sztabu szkoleniowego narodowej reprezentacji Ukrainy. Od grudnia 2010 pomagał trenować pierwszą drużynę Dynama, a od 17 marca 2014 pełnił obowiązki głównego trenera Dynama. Po wygranym trofeum Pucharu Ukrainy 18 maja 2014 zatwierdzony na stanowisku pełniącego obowiązki głównego trenera Dynama. 31 maja 2017 ogłosił o swoim odejściu z klubu. 21 czerwca 2017 stał na czele saudyjskiego Al-Ahli Dżudda. 19 kwietnia 2018 opuścił Al-Ahli. 22 sierpnia 2018 objął posadę trenera Ferencvárosi TC.

## Hobby
Krótkofalarstwo, znak UT5UDX

## Sukcesy i odznaczenia

### Sukcesy klubowe
Dynamo Kijów
- mistrz Ukrainy (9x): 1993, 1994, 1995, 1996, 1997, 1998, 1999, 2000, 2007
- wicemistrz Ukrainy: 2006
- zdobywca Pucharu Ukrainy (7x): 1993, 1996, 1998, 1999, 2000, 2006, 2007
- zdobywca Superpucharu Ukrainy: 2006
- zdobywca Pucharu Pierwogo Kanału: 2008

 Fenerbahçe SK
- mistrz Turcji: 2004

 Rubin Kazań
- mistrz Rosji: 2008

### Sukcesy reprezentacyjne
- ćwierćfinalista Mistrzostw Świata: 2006

### Sukcesy trenerskie
Dynamo Kijów
- mistrz Ukrainy (2x): 2015, 2016
- zdobywca Pucharu Ukrainy (2x): 2014, 2015
- zdobywca Superpucharu Ukrainy: 2016

 Al-Ahli Dżudda
- wicemistrz Arabii Saudyjskiej: 2017/18
- półfinalista Puchar Króla: 2018

### Sukcesy indywidualne
- najlepszy piłkarz Ukrainy: 1996, 1998
- najlepszy piłkarz mistrzostw Ukrainy: 1996, 1998, 1999
- król strzelców mistrzostw Ukrainy: 1997/1998
- 5. w klasyfikacji strzelców Ligi Mistrzów: 1999/2000
- najlepszy strzelec w historii mistrzostw Ukrainy
- na liście 33 najlepszych piłkarzy Ukrainy (wersja FFU) nr 1 (1999)
- najlepszy piłkarz Pucharu Pierwogo Kanału: 2008

### Odznaczenia
- tytuł Zasłużonego Mistrza Sportu Ukrainy: 2005[11]
- Order „Za zasługi” III klasy: 1999[12]
- Order „Za odwagę” III klasy: 2006[13].